# Черченко Анатолій Павлович
Черченко Анатолій Павлович (1934—1995) — радянський і український сценарист, редактор, режисер, російськомовний поет і прозаїк. Був членом Спілки кінематографістів України.

## Біографічні відомості
Народився 26 листопада 1934 р. в м. Меджибіж (нині Хмельницької обл.). Закінчив Вищі режисерські курси (1968).
Працював сценаристом кіностудії ім. М. Горького, редактором Одеської кіностудії художніх фільмів (кінострічки: «Перший тролейбус» (1963), «Шурка обирає море» (1963), «Наш чесний хліб» (1964) та ін.).
Помер 20 червня 1995 р.у Києві.

## Фільмографія
Автор сценаріїв кінокартин:
- «Дівчинка і відлуння» (1964, у співавт. з А. Жебрюнасом i Ю. Нагибіним, Литовська к/с; Гран-прі Міжнародного кінофестивалю «Срібні вітрила» у Локарно, 1965. Велика премія журі VI Міжнародної зустрічі фільмів для молоді в Канні 1965.)[1],
- «Людина, метал і ЕОМ» (1972),
- «Голуба кров планети»,
- «Ваш хід, ЕОМ!»,
- «Природа і місто» (1973, Приз «Кришталевий кубок» Міжнародного кінофестивалю в Остраві, 1974)
- «Завтрашня земля» (1972, Приз «Золотий голуб» Міжнародного кінофестивалю документальних фільмів у Лейпцигу, 1973)
- «Вода, сонце, хмари» (1974)
- «Вартові погоди» (1975, у співавт.)
- «В ритмі самбо» (1978, Приз Всесоюзного кінофестивалю спортивних фільмів у Ленінграді, 1978)
- «Скільки коштує квиток до неба?» (1979)
- «Комплекс» (1980)
- «Радянська металургія» (1981)
- «Героїчний літопис народу в українському образотворчому мистецтві» (1981)
- стрічки «Історія… Навіщо вона нам? Фільм 1» (у співавт.), «Перші мешканці краю. Фільми 5, 10» в документальному циклі «Невідома Україна. Нариси нашої історії» (1993) та ін.

Поставив на Одеській кіностудії художній фільм «Останній феєрверк» (1967), створив документальні нариси «Печерська Лавра» (1990), «Щасливчик, відібраний Богом» (1992).